# Velika loža Luksemburga
Velika loža Luksemburga (fran. Grande Loge de Luxembourg; njem. Großloge von Luxemburg), skraćeno GLL, je regularna slobodnozidarska velika loža u Luksemburgu. Uspostavljena je 1844. godine.

## Povijest
Veliki orijent Francuske je 28. svibnja 1803. godine osnovao Ložu "Djeca utvrđene suglasnosti". Godine 1818. prelazi pod zaštitu Velikog orijenta Nizozemske gdje ostaje sve do 1844. Nakon stjecanja neovisnosti Velikog Vojvodstva Luksemburga 1839. godine, luksemburški slobodni zidarsi su se također emancipirali od strane uprave. Tako je Loža "Djeca utvrđene suglasnosti" 4. svibnja 1844. godine postala Središnja loža za Luksemburg. Ova središnja loža je 1848. godine u kantonu Echternach osnovala Ložu "Nada" (Loge "L'Espérance") koja je ugasla oko 1875. godine.
Središnja loža za Luksemburg se 1926. godine prestrojila u Veliku ložu Luksemburga.
Od svibnja 1940. pa sve do oslobođenja od nacističkog okupatra u rujnu 1944. godine slobodno zidarstvo je bilo zabranjeno. Godine 1947. osnovana je Loža "Savršeni savez", nazvana po prvoj loži osnovanoj u Luksemburgu 1772. godine te koja se ugasila 1786. godine. Naredne, 1948., godine osnovana je Loža "Sveti Ivan od nade".
Do 1959. godine Velika loža Luksemburga je postupno raskinula s kontinentalnim slobodnim zidarstvom prihvaćajući pravila regularnosti. Ovo je rezultiralo promjenom saveza na međunarodnoj razini. Tako su od 1960. godine ovu veliku ložu priznala velika većina regularnih velikih loža, uključujući i Ujedinjenu veliku ložu Engleske 1969. godine. U ovom okolnostima dio članova se izdvojio i 1959. godine formirao Veliki orijent Luksemburga.
Loža "Prijateljstvo", koja radi na engleskom jeziku, osnovana je 1974. godine. U lipnju 1997. godine osnovana je Loža "Bratski lanac" koja radi na njemačkom jeziku i po obredu Velike lože Njemačke. Loža "Bratstvo" osnovana je 2001. godine.

## Ustroj
Sjedište Velike lože Luksemburga je u Gradu Luksemburgu.

### Lože
U 2025. godini pod zaštitom ove velike lože radi šest loža:
- Loža "Djeca utvrđene suglasnosti" (Loge Les Enfans de la Concorde Fortifiée) br. 1[1][11]
- Loža "Savršeni savez" (Loge La Parfaite Union) br. 2 – nosi naziv po luksemburškoj loži utemeljenoj 1772. godine.[5]
- Loža "Sveti Ivan od nade" (Loge Saint-Jean de l'Espérance) br. 3 – nosi naziv po luksemburškoj loži utemeljenoj 1848. godine, kao i po Svetom Ivanu.[6][12]
- Loža "Prijateljstvo" (engl. Friendship Lodge) br. 4 – radi na engleskom jeziku.[8]
- Loža "Bratski lanac" (njem. Loge Zur Bruderkette) br. 5 – nosi naziv po bratskom lancu, radi na njemačkom jeziku.[9]
- Loža "Bratstvo" (Loge La Fraternité) br. 6[10]

### Uprava
Velikom ložom Luksemburga upravlja veliki majstor koji se bira na petogodišnje razdoblje. Dosadašnji veliki majstori su:
- Charles Léon Hammes (1950-ih)[2]
- Tony Wehenkel st. (1950-ih)[2]
- Paul Geisen (oko 2010./2011.)[13][14]
- Victor Gillen (2010-ih)
- Jean Schiltz[15] (2016. – 2021.)
- Jean-Jacques Rauchs (od 2021.)[16]

### Međunarodna suradnja
Velika loža Luksemburga sudjeluje u radu Svjetske konferencije regularnih masonskih velikih loža. Također, potpisala je povelje o prijateljstvu i međusobnom priznavanju s preko 100 regularnih velikih loža.

### Obredi
Velika loža Luksemburga upravlja simboličkim stupnjevima plave lože (učenik, pomoćnik i majstor) i delegira upravljanje visokim stupnjevima na dodatna tijela i redove. Obredi koji se rade u plavoj loži su:
- Moderni (francuski) obred (samo prva tri stupnja);
- Taylorov obred;
- Schröderov obred – njemačka inačica;
- Škotski obred (samo prva tri stupnja).

## Pridružena tijela i redovi
Upravljanje visokim stupnjevima ova velika loža provodi kroz pridružena tijela i redove od kojih svaki predstavlja jedan obred a na temelju potpisanih konkordata.
- Vrhovno vijeće Drevnog i prihvaćenog škotskog obreda za Veliko Vojvodstvo Luksemburg (Suprême Conseil du Rite Ecossais Ancien et Accepté pour le Grand-Duché de Luxembourg)[17] – nadležno za rad Drevnog i prihvaćenog škotskog obreda.

## Vanjske poveznice
- Službena stranica